# Jan Suchý
Jan Suchý (Havlíčkův Brod, 10 ottobre 1944 – Havlíčkův Brod, 24 agosto 2021) è stato un hockeista su ghiaccio ceco, fino al 1992 cecoslovacco.

## Palmarès

### Olimpiadi invernali
- 1 medaglia[2]:
  - 1 argento (Grenoble 1968)

### Mondiali
- 7 medaglie[2]:
  - 4 argenti (Tampere 1965; Lubiana 1966; Berna/Ginevra 1971; Helsinki 1974)
  - 3 bronzi (Stoccolma 1969; Stoccolma 1970; Mosca 1973)